# روبرت بوين
روبرت بوين (بالإنجليزية: Robert Bowen)‏ هو سياسي أمريكي، ولد في 21 سبتمبر 1948. انتخب عضو مجلس نواب كولورادو.